# Tribulus (plant)
Tribulus is een geslacht van planten uit de familie Zygophyllaceae. De soorten komen van nature voor in het zuidelijk deel van Europa, de warmere delen van Azië, en in Afrika en Australië. De typesoort (lectotype) is Tribulus terrestris L.

## Kenmerken en bladeren
Tribulus-soorten zijn eenjarige, tweejarige tot meerjarige kruidachtige planten die min of meer uitgestrekt zijn. Bovengrondse plantendelen zijn vaak donsachtig behaard. De tegenover elkaar liggende bladeren zijn geveerd met drie tot twaalf paar blaadjes.

## Bloeiwijzen en bloemen
De gesteelde bloemen zijn meestal solitair in de bladoksels, soms in vertakte bloeiwijzen. De hermafrodiete bloemen zijn radiaal symmetrisch en vier- tot vijfvoudig met een dubbel bloemdek. De vier of vijf vrije kelkblaadjes zijn ovaal. De vier of vijf vrije bloembladen zijn meestal geel. Er zijn twee cirkels met elk vier of vijf meeldraden. Ze zijn vrij van elkaar en ook niet versmolten met de bloembladen, die van de binnenste cirkel zijn duidelijk korter, vaak zijn er vijf steriel. Er is een ringvormige, vlezige, tienlobbige schijf. Gewoonlijk worden vijf (zelden twee tot vier) vruchtbladen versmolten tot een superieur, ei- tot bolvormig vruchtbeginsel, dat in verschillende kamers is verdeeld door een vals septum - dit onderscheidt het geslacht van alle andere in de familie. Elke eierstokkamer bevat in de axillaire placenta meestal twee tot vijf, zelden tot tien hangende eitjes. De stylus eindigt in een eenvoudig of vijflobbig litteken. Bestuiving gebeurt meestal door insecten (entomofilie).

## Vruchten
Ze vormen splijtvruchten, die meestal harde stekels hebben, zodat de vruchten vast komen te zitten aan de poten en vacht van dieren en zo voor verspreiding van zoöchorie zorgen.

## Nomenclatuur en verspreiding
Het geslacht Tribulus werd in 1753 opgericht door Carl Linnaeus in Species Plantarum, Tomus 1, blz. 386-387. Tribulus terrestris L. werd vastgelegd als het lectotype in Vail en Rydberg: North American Flora, Volume 25, 1910, blz. 109. De generieke naam Tribulus verwijst naar hetzelfde Latijnse woord voor het oorlogswapen van de kraaienpoot, gemaakt van vier spijkers of stekels.
Het geslacht Tribulus behoort tot de onderfamilie Tribuloideae binnen de familie Zygophyllaceae. Soms wordt het geplaatst in een familie Tribelaceae.
Het paleotropische geslacht Tribulus is wijdverbreid in tropische en subtropische landen in Azië, Afrika, Zuid-Europa en Noord-Australië. Het gedijt vooral in droge en semi-aride gebieden. De meeste soorten komen voor in de Saharo-Indiase fytogeografische zone. Ten minste één soort werd als invasieve plant in het Neotropisch gebied geïntroduceerd.

## Soorten
- Tribulus adelacanthus R.M.Barker
- Tribulus arabicus Hosni
- Tribulus astrocarpus F.Muell.
- Tribulus bimucronatus Viv.
- Tribulus cistoides L.
- Tribulus cristatus C.Presl
- Tribulus echinops Kers
- Tribulus eichlerianus K.L.Wilson
- Tribulus excrucians Wawra
- Tribulus forrestii F.Muell.
- Tribulus hirsutus Benth.
- Tribulus hystrix R.Br.
- Tribulus incanus Hosni
- Tribulus kaiseri Hosni
- Tribulus macrocarpus F.Muell. ex Benth.
- Tribulus macropterus Boiss.
- Tribulus megistopterus Kralik
- Tribulus micrococcus Domin
- Tribulus minutus Leichh. ex Benth.
- Tribulus mollis Ehrenb. ex Schweinf.
- Tribulus occidentalis R.Br.
- Tribulus parvispinus C.Presl
- Tribulus pentandrus Forssk.
- Tribulus platypterus Benth.
- Tribulus ranunculiflorus F.Muell.
- Tribulus spurius Kralik
- Tribulus suberosus H.Eichler ex R.M.Barker
- Tribulus subramanyamii P.Singh, G.S.Giri & V.Singh
- Tribulus terrestris L.
- Tribulus zeyheri Sond.